# 양양교육도서관
양양교육도서관은 대한민국 강원특별자치도 양양군 양양읍 소재의 도서관이다.

## 연혁
- 1989.06.29. 양양군 공공도서관 설치 및 운영조례공시(조례 1213호)
- 1991.02.12. 양양공공도서관 개관
- 1991.03.26. 양양도서관으로 명칭변경(조례2201호)
- 2003.12.01. 디지털자료실 개실
- 2009.01.01. 개관시간 연장운영(열람실 23:00)
- 2009.06.22. 엄마와 함께하는 놀이방 개실
- 2010.12.01. 성인열람실 이전 및 리모델링
- 2012.12.13. 리모델링 공사(창호, 외벽, 내부). 독서동아리방, 이야기방 개실.
- 2013.03.01 양양교육도서관 명칭 변경(시행규칙 제659호)
- 2016.03.01 속초교육문화관 양양분관으로 조직개편(강원도교육규칙 제738호 2016.2.29.전부개정)

## 시설현황
- 2층: 디지털자료실, 교육1·2실, 독서동아리방, 이야기방
- 1층: 종합자료실
- 지하1층: 열람실

## 이용 안내
이용 시간
- 종합자료실 09:00 ~ 19:00
- 디지털자료실 09:00 ~ 18:00
- 열람실 08:00 ~ 23:00

휴관일
- 매주 월요일
- 국경일
- 기타 관장이 필요하다고 인정하는 날